# Lieselotte Steinbrügge
Lieselotte Steinbrügge (geboren 1953) ist eine deutsche Romanistin.

## Leben
Lieselotte Steinbrügge studierte Romanistik, Geschichte, Erziehungswissenschaften und Philosophie an der Sorbonne und der Freien Universität Berlin mit einem Staatsexamen im Jahr 1980. Sie arbeitete als Lehrerin in West-Berlin, wurde an der Universität Siegen promoviert und an der Universität Bayreuth habilitiert. 
Sie hatte von 2003 bis 2017 den Lehrstuhl für Romanische Philologie, insbesondere Didaktik der romanischen Literaturen, an der Ruhr-Universität Bochum inne. 2017 erschien zu ihrer Emeritierung eine Festschrift.

## Schriften (Auswahl)
- Carola Deutsch, Maren Kroymann, Lieselotte Steinbrügge: Ein Traum von Weiblichkeit. Zu Michael Nerlichs Interpretation der Fotobände von David Hamilton und Alain Robbe-Grillet. In: Lendemains, Februar 1981, S. 107–113
- Das moralische Geschlecht : Theorien und literarische Entwürfe über die Natur der Frau in der französischen Aufklärung.  Weinheim : Beltz, 1987 Zugl.: Siegen, Univ., Diss., 1985/86
- (Hrsg.): Alain Robbe-Grillet, Le Rendez-vous Djinn : Analysen und Dokumente zum „Nouveau Roman“. Frankfurt am Main : Diesterweg, 1990
- mit Adelheid Schumann (Hrsg.): Didaktische Transformation und Konstruktion. Zum Verhältnis von Fachwissenschaft und Fremdsprachendidaktik. Frankfurt am Main: Lang, 2008
- mit Annette Keilhauer (Hrsg.): Pour une histoire genrée des littératures romanes. Tübingen : Narr, 2013
- Fremdsprache Literatur : literarische Texte im Fremdsprachenunterricht. Tübingen : Narr Francke Attempto, 2016